# Рага
 Тази статия е за музикалния стил.  За града в Иран вижте Рей.  
Рага, съкратено от рагамъфин (на английски: raggamuffinn), е музикален стил, под-жанр на денсхол и реге, в която инструментацията се състои главно от електронна музика.

## Етимология
Името на жанра „рагамъфин“ идва от едноименната котешка порода. Думата навлиза в ямайската лексика след като Британската империя колонизира Ямайка през XVII век, като първоначално британските колонисти я употребяват в негативен смисъл по адрес на местните. Постепенно обаче ямайските младежи възприемат думата и някои от тях започват да се самоназовават „рагамъфини“. Музикалният жанр става синонимен с музиката на населението на ямайските гета.

## Произход
Рага възниква в Ямайка през 80-те години на ХХ век, по същото време, когато популярността на електронната денс музика нараства в глобален мащаб. Рага се разпространява в Европа, Северна Америка и Африка, а в последствие и в Япония, Индия и останалия свят. Рага значително повлиява ранната джънгъл музика, а миксирана с бхангра води до появата на стила „бханграга“.
Песента на Уейн Смит Under Me Sleng Teng, продуцирана от Кинг Джеми през 1985 на Casio CZ-series синтезатор, се приема за основополагаща рага песен.
В края на 80-те усилията на влиятелния ямайски диджей Деди Фреди да комбинира рагата с хип-хоп музиката, включително чрез съвместни песни със западноевропейски рапъри, допринасят за популяризацията на рага.

## Известни изпълнители
Кейпълтън, Деймиън Марли, Ninjaman Supercat, Papa San, Anthony B, Sizzla, Ragga Muffianismo, Baby Cham, Junior Reid, Buju Banton, Mr. Vegas, Spragga Benz, Pato Banton, Al Beeno, Beenie Man, Bounty Killer, Charlie Chaplin, Cocoa Tea, Cutty Ranks, Daddy Freddy, DJ Collage, Elephant Man, Lady Saw, Wayne Wonder, Ragga Oktay, Papa Dee, Raggademente, Sean Paul, Shabba Ranks, Tony Rebel, Rupee, Шаги, Shinehead, Уейн Смит, Snow, Tippa Irie, Vybz Kartel, Irie, Yellowman, Barrington Levy, Patra, Junior Kelly, Ragga Saw, Tony Matterhorn, General Levy, General Degree, Apache Indian.

## В България
Рага музиката не е много развита в България, но едни от най-известните изпълнители са Чефо Машината, NRG-D, RaggaOne, Sensei, Lubs-One, Zaffayah, Valentaka, Jahmmi Youth.